# Езџан Алиоски
Езџан Алиоски (мкд. Езѓан Алиоски, алб.  Црнилиште, 12. фебруар 1992) македонски је фудбалер албанског порекла који тренутно наступа за Ел Ахли. Игра на позицијама крила и левог бека.

## Успеси
Лугано
- Куп Швајцарске: (финале: 2015/16)[13]

 Лидс јунајтед
- Чемпионшип (1) : 2019/20.[14]

 Фенербахче
- Куп Турске (1) : 2022/23.[15]

Појединачни
- Идеални тим Суперлиге Швајцарске: 2016/17.[16]
- Гол месеца августа у Чемпионшипу 2017.[17]
- Гол сезоне за Лидс јунајтед 2018.[18]